# Đức Thọ (thị trấn)
Đức Thọ là thị trấn huyện lỵ của huyện Đức Thọ, tỉnh Hà Tĩnh, Việt Nam.

## Địa lý
Thị trấn Đức Thọ nằm ở phía tây bắc huyện Đức Thọ, có vị trí địa lý:
- Phía đông giáp xã Bùi La Nhân
- Phía tây giáp xã Tùng Ảnh
- Phía nam giáp xã Tân Dân
- Phía bắc giáp xã Liên Minh và xã Trường Sơn.

Thị trấn Đức Thọ có diện tích 6,70 km², dân số năm 2018 là 11.728 người, mật độ dân số đạt 1.750 người/km².

## Lịch sử
Địa bàn thị trấn Đức Thọ hiện nay trước đây vốn là xã Đức Yên thuộc huyện Đức Thọ.
Thị trấn Đức Thọ được thành lập vào năm 1953 trên cơ sở tách hai làng Đông Yên và Yên Trung thuộc xã Đức Yên. Trong đó, làng Yên Trung là nơi đặt lỵ sở của phủ Đức Thọ trước năm 1945.
Ngày 8 tháng 6 năm 1994, Chính phủ ban hành Nghị định số 48-CP. Theo đó, sáp nhập toàn bộ 197 ha với 1.730 người của thôn Mai Hồ thuộc xã Đức Yên vào thị trấn Đức Thọ.
Sau khi sáp nhập, thị trấn Đức Thọ có diện tích tự nhiên 312,03 ha với 6.164 người. Xã Đức Yên còn lại 308,9 ha diện tích tự nhiên với 3.066 người.
Ngày 21 tháng 11 năm 2019, Ủy ban Thường vụ Quốc hội ban hành Nghị quyết số 819/NQ-UBTVQH14 về việc sắp xếp các đơn vị hành chính cấp xã thuộc tỉnh Hà Tĩnh (nghị quyết có hiệu lực từ ngày 1 tháng 1 năm 2020). Theo đó, sáp nhập toàn bộ 3,26 km² diện tích tự nhiên và 4.167 người của xã Đức Yên vào thị trấn Đức Thọ.
Sau khi sáp nhập, thị trấn Đức Thọ có diện tích 6,70 km², dân số là 11.728 người.